# Estación Urdinarrain
Urdinarrain es una estación de ferrocarril ubicada en la ciudad de Urdinarrain del Departamento Gualeguaychú, Provincia de Entre Ríos, República Argentina

## Servicios
No presta servicios de pasajeros. Por sus vías corren trenes de carga de la empresa estatal Trenes Argentinos Cargas.
Pertenece al Ferrocarril General Urquiza, en el ramal que une las estaciones de Zárate en la Provincia de Buenos Aires y Posadas en la Provincia de Misiones.
Desde septiembre de 2011 contó con el servicio internacional a Paso de los Toros en Uruguay, prestado por la empresa Trenes de Buenos Aires, que ingresaba a este país por el puente ferrovial de la represa de Salto Grande, y en diciembre del mismo año, a Posadas, hasta que el día veinticuatro de mayo de 2012, como consecuencia del accidente ferroviario en la estación Once de Septiembre, abandonó la concesión luego de la quita de concesiones por parte del gobierno nacional en los ferrocarriles Sarmiento y Mitre. Actualmente no hay servicios de pasajeros en la línea principal.

## Ubicación
Se encuentra ubicada entre las estaciones Faustino M. Parera y Gilbert.